# Zespół przyrodniczo-krajobrazowy „Dolina Siedmiu Młynów i źródła strumienia Osówka”
Zespół przyrodniczo-krajobrazowy „Dolina Siedmiu Młynów i źródła strumienia Osówka” – zespół przyrodniczo-krajobrazowy w Szczecinie w dzielnicy Zachód o powierzchni 79,34 ha. W jego skład wchodzi Dolina Siedmiu Młynów oraz obszary źródliskowe cieków Osówka i Bystry Potok.
Powołany został Uchwałą Rady Miejskiej w Szczecinie nr L/708/94 z dn. 16 maja 1994 roku w celu ochrony i odtworzenia walorów przyrodniczych i estetycznych krajobrazu naturalnego i kulturowego w dolinie Osówki ze szczególnym uwzględnieniem zachowania w stanie naturalnym ww. obszarów źródliskowych.